# 藤原道継
藤原 道継（ふじわら の みちつぐ）は、奈良時代から平安時代初期にかけての貴族。藤原北家、大納言・藤原小黒麻呂の次男。官位は従四位下・右京大夫。

## 経歴
延暦10年（791年）ら従五位下に叙爵し、大監物次いで右大舎人助に任ぜられる。
その後、桓武朝後半から平城朝にかけて任官記録が残っていないが、嵯峨朝に入り、大同5年（810年）に発生した薬子の変終結後に左兵衛佐に任ぜられ、再び『六国史』上に現れる。その後は、弘仁2年（811年）正五位下、弘仁4年（813年）従四位下と俄に昇進し、弘仁3年（812年）下野守、弘仁6年（815年）大舎人頭次いで右京大夫を歴任した。
弘仁13年（822年）2月24日卒去。享年67。最終官位は散位従四位下。

## 人物
才能があるとの評判はなかったが、多少の武芸を心得ていた。酒と鷹を好み、年を経て益々愛好の度合いが増したという。

## 官歴
『六国史』による。
- 時期不詳：正六位上
- 延暦10年（791年） 正月7日：従五位下。3月21日：大監物。7月4日：右大舎人助
- 時期不詳：従五位上
- 弘仁元年（810年） 9月27日：左兵衛佐
- 弘仁2年（811年） 6月1日：正五位下
- 弘仁3年（812年） 正月12日：下野守
- 弘仁4年（813年） 正月7日：従四位下
- 弘仁6年（815年） 正月14日：大舎人頭。7月13日：右京大夫

## 系譜
- 父：藤原小黒麻呂（733-794）
- 母：不詳
- 生母不明の子女
  - 女子：藤原三藤室